# Lourteigia
Lourteigia là một chi thực vật có hoa trong họ Cúc (Asteraceae).

## Loài
Chi Lourteigia gồm các loài: